# Kurmanów
Kurmanów (prononciation : [kurˈmanuf]) est un village polonais de la gmina de Białopole dans le powiat de Chełm de la voïvodie de Lublin dans l'est de la Pologne.
Il se situe à environ 4 kilomètres au sud de Białopole (siège de la gmina), 29 kilomètres au sud-est de Chełm (siège du powiat) et 88 kilomètres à l'est de Lublin (capitale de la voïvodie).

## Histoire
De 1975 à 1998, le village est attaché administrativement à la voïvodie de Chełm.

Depuis 1999, il fait partie de la voïvodie de Lublin.